# Greater Geelong
Greater Geelong är en kommun i Australien. Den ligger i delstaten Victoria, omkring 51 kilometer sydväst om delstatshuvudstaden Melbourne. Antalet invånare var 233 429 vid folkräkningen 2016.
Följande samhällen finns i Greater Geelong:
- Geelong
- Lara
- Geelong West
- Clifton Springs
- Leopold
- Hamlyn Heights
- Bell Park
- Bell Post Hill
- East Geelong
- Wandana Heights
- Breakwater
- Drumcondra
- Balliang
- Fyansford